# Rigas lica rietumu piekraste
Rigas lica rietumu piekraste este o arie protejată (arie specială de conservare — SAC, sit de importanță comunitară — SCI, arie de protecție specială avifaunistică — SPA) din Letonia întinsă pe o suprafață de 132.171,39 ha, integral marine.

## Localizare
Centrul sitului Rigas lica rietumu piekraste este situat la coordonatele 57°25′47″N 23°07′12″E / 57.4298°N 23.1201°E.

## Înființare
Situl Rigas lica rietumu piekraste a fost declarat arie de protecție specială avifaunistică în ianuarie 2010 pentru a proteja 29 de specii de animale. Alte tipuri de protecție:
- sit de importanță comunitară (în decembrie 2008)
- arie specială de conservare (în ianuarie 2010)[1][3][4]

## Biodiversitate
Situată în ecoregiunea boreală, aria protejată conține 2 habitate naturale: Bancuri de nisip acoperite în permanență slab de apă marină, Recifuri.
La baza desemnării sitului se află mai multe specii protejate de  păsări (29): alca (Alca torda), rață pitică (Anas crecca), rață fluierătoare (Anas penelope), rață-cu-cap-castaniu (Aythya ferina), rața moțată (Aythya fuligula), Aythya marila, Bucephala clangula, chirighiță neagră (Chlidonias niger), Clangula hyemalis, lebădă de iarnă (Cygnus cygnus), lebădă de vară (Cygnus olor), lișiță (Fulica atra), cufundar polar (Gavia arctica), cufundar mic (Gavia stellata), codalb (Haliaeetus albicilla), pescăruș mic (Larus minutus), pescăruș râzător (Larus ridibundus), rață catifelată (Melanitta fusca), rață neagră (Melanitta nigra), ferestraș mic (Mergus albellus), ferestrașul mare (Mergus merganser), Mergus serrator, cormoran mare (Phalacrocorax carbo), corcodel mare (Podiceps cristatus), corcodel-cu-gât-roșu (Podiceps grisegena), pescăriță mare (Sterna caspia), chiră de baltă (Sterna hirundo), chiră de mare (Sterna sandvicensis), călifar alb (Tadorna tadorna)
Pe lângă speciile protejate, pe teritoriul sitului au mai fost identificate 11 specii de plante, 5 specii de păsări, 1 specie de amfibieni, 2 specii de nevertebrate, 1 specie de pești, 1 specie de reptile.